# Franc Atbaszjan
Franc Atbaszjan, ukr. Франц Атбаш'ян, ros. Франц Атбашьян, Franc Atbaszjan (ur. 1925 w Czerkasach, Ukraińska SRR, zm. ?) – ukraiński piłkarz pochodzenia ormiańskiego, trener i sędzia piłkarski.

## Kariera piłkarska
W wieku 16 lat rozpoczął karierę piłkarską. Najpierw bronił barw miejscowych drużyn w rozgrywkach miejskich i republikańskich. Po zakończeniu II wojny światowej występował w czerkaskich klubach BO, Urożaj, Iskra i Trud. W zespole Burewisnyk Czerkasy pełnił funkcje kapitana i grającego trenera, a w 1957 po zmianie nazwy klubu na Kołhospnyk zdobył awans do 2 strefy Klasy B ZSRR. W Kołhospnyku zakończył karierę piłkarza.

## Kariera trenerska
Karierę szkoleniowca rozpoczął po zakończeniu kariery piłkarza. W 1957 łączył funkcje trenerskie i piłkarskie w Kołhospnyku Czerkasy. Potem pozostał w klubie, gdzie pomagał trenować czerkaski zespół. W latach 1966–1968 ponownie prowadził klub z Czerkas. Następnie do lata 1971 pracował na stanowisku dyrektora technicznego Dnipra Czerkasy. Przez dłuższy czas trenował zespół amatorski Łokomotyw Smiła. Ponadto, był jednym z pierwszych sędziów w Czerkasach kategorii Republikańskiej, stał na czele Czerkaskiego Obwodowego Związku Piłki Nożnej.
Ostatnie 12 lat życia szkolił dzieci w miejskiej Szkole Sportowej w Czerkasach.

## Sukcesy i odznaczenia

### Sukcesy piłkarskie
Kołhospnyk Czerkasy
- awans do 2 strefy Klasy B ZSRR: 1957

### Sukcesy trenerskie
Kołhospnyk Czerkasy
- awans do 2 strefy Klasy B ZSRR: 1957
- wicemistrz 1 ukraińskiej strefy Klasy B ZSRR: 1967